# Quick Reaction Alert
Quick Reaction Alert (QRA) bezeichnet eine Stufe der Gefechtsbereitschaft in der Militärfliegerei.

## Bedeutung

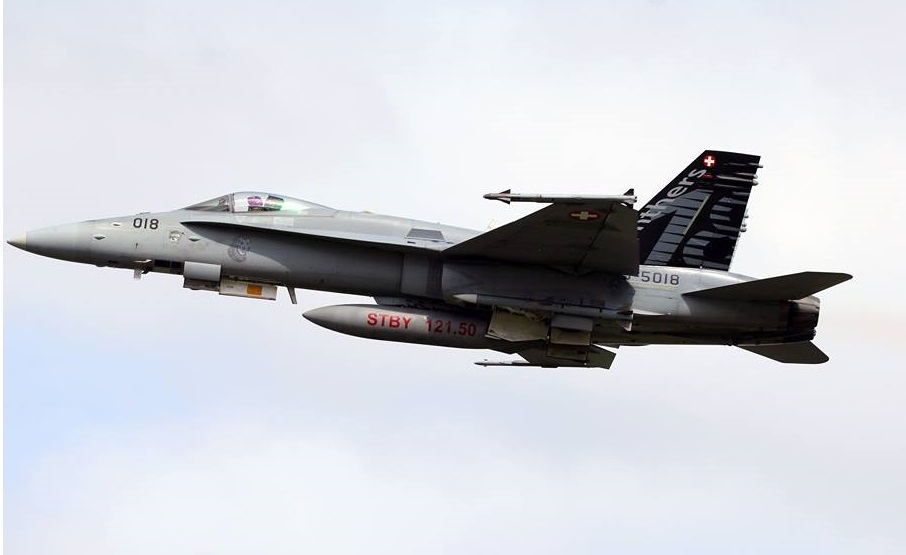
F/A-18C J-5018 mit Sidewinder und Amraams bewaffnet, trägt einen Zusatztank mit aufgemalter Notfrequenz 121,5 MHz

Die Bezeichnung „QRA“ wird einheitlich in allen NATO-Staaten verwendet, aber auch nicht der NATO zugehörige Staaten wie die Schweiz verwenden diesen Begriff. Einige Staaten verwenden andere Begriffe, jedoch ist die Systematik gleich.
Heutzutage wird der Begriff „QRA“ ausschließlich für die Alarmbereitschaft von Flugzeugen zur Luftverteidigung (Abfangjäger), respektive den Luftpolizeidienst verwendet. Die Bezeichnung bei der NATO für diese Alarmrotten lautet Quick Reaction Alert (Interceptor), kurz QRA (I). Seit den Anschlägen vom 11. September 2001 haben sie an Bedeutung gewonnen.
Zur Zeit des Kalten Krieges hatten die Luftstreitkräfte, die über Nuklearbewaffnung verfügten, auch Trägerflugzeuge mit Nuklearwaffen (sowohl taktische Jagdbomber, als auch strategische Bomber) unter QRA-Bereitschaft. Dies wurde als Quick Reaction Alert (Nuclear), kurz QRA (N) bezeichnet.
Nach Auslösung der Alarmierung muss sich die Alarmrotte innerhalb einer festgelegten Zeit (z. B. 15 Minuten) mittels eines Alarmstarts (englisch scramble) in die Luft begeben. Je nach Alarmlage können diese Zeiten auf 10 bzw. 5 Minuten verkürzt werden. Bei 10 Minuten sitzen die Piloten bereits im Cockpit, bei 5 Minuten stehen die Maschinen startbereit auf der Startbahn. Welche QRA-Stufe (QRA 15, QRA10, …) festgelegt wird, ist abhängig von der Bedrohungslage, sowie von vorhandenen Informationen zu erwarteten Vorkommnissen im Luftraum.
Bei der nächsthöheren Bereitschaftsstufe zur QRA befinden sich die Flugzeuge schon in der Luft. So können Abfangjäger als Combat air patrol eingesetzt werden, Langstreckenbomber der USA wurden während des Kalten Krieges in der Operation Chrome Dome in Flugbereitschaft gehalten.

## Geschichte
Während des Kalten Krieges sollten militärische Einheiten, die sich in „Quick Reaction Alert“ befanden, unmittelbar auf einen Überraschungsangriff des Warschauer Pakts reagieren, beziehungsweise im Sinne des Gleichgewichts des Schreckens einen solchen Angriff verhindern. Auf Seiten des Warschauer Pakts und der Nuklearstreitkräfte der Sowjetunion existierte ein vergleichbares Gefechtsbereitschaftsystem. Bei den Luftstreitkräften der Nationalen Volksarmee der DDR wurde diese Bereitschaft als „Diensthabendes System“ (DHS) bezeichnet.
Bei den mit Atomwaffen ausgestatteten Geschwadern der Luftstreitkräfte in Westeuropa befanden sich rund um die Uhr je zwei atomar bestückte Flugzeuge, die binnen 30 Minuten startbereit waren. Kontingente atomarer Mittelstreckenraketen (Pershing IA und Pershing II) und Marschflugkörper mussten binnen 15 Minuten feuerbereit sein.
Bereits um 1986 reduzierte die NATO die Alarmbereitschaft ihrer nuklearen Waffensysteme deutlich: Einerseits wurde ein Überraschungsangriff des Warschauer Pakts für unrealistisch erachtet, andererseits sollten Atomwaffen erst nach Übereinkunft innerhalb der NATO zum Einsatz kommen, was mit einer entsprechenden Verzögerung verbunden gewesen wäre.